# موجيلايت
موجيلايت قرية تقع إدارياً ضمن تريافنا في بلغاريا. تعتمد موجيلايت للبريد على الرمز البريدي 5350.